# Щедрое лето
«Ще́дрое ле́то» — советский художественный фильм режиссёра Бориса Барнета. Снят на Киевской киностудии в 1950 году, по мотивам романа Елизара Мальцева «От всего сердца».
Премьера в СССР — 8 марта 1951 года.

## Сюжет
Закончилась Великая Отечественная война. Пётр Середа (Михаил Кузнецов) — демобилизованный военный, возвращается в родной колхоз. В то же время на вокзале встречают колхозную ударницу, Героя Социалистического труда Оксану Подпруженко (Марианна Бебутова).
Вскоре Пётр становится главным бухгалтером колхоза, где председателем является его старый друг и однополчанин Назар (Николай Крючков).
Полеводческие бригады добиваются рекордных результатов, а взаимоотношения героев строятся на быстро и легко разрешающихся недоразумениях.

Герои ударно трудятся на полях и животноводческих фермах, а в свободные часы томятся от благородно-безгрешных любовей и беспричинной ревности.
 В финале (как того требовал кинематографический канон) посреди эдемского изобилия сельхозвыставки партийный босс произносит им напутственную речь.
 Заклеймив ревность буржуазным пережитком, заслуженный партиец благословляет сих передовиков-несмышлёнышей на семейное счастье.— журнал «Искусство кино» №3 1999.

## В ролях
| Актёр                | Роль                |
| -------------------- | ------------------- |
| Николай Крючков      | Назар Проценко      |
| Нина Архипова        | Вера Горошко        |
| Михаил Кузнецов      | Петр Середа         |
| Марианна Бебутова    | Оксана Подпруженко  |
| Виктор Добровольский | Рубан               |
| Константин Сорокин   | Теслюк              |
| Елена Максимова      | Колодочка           |
| Антон Дунайский      | Прокопчук           |
| Муза Крепкогорская   | Дарка               |
| Михаил Высоцкий      | Подпруженко         |
| В. Кузнецова         | Екатерина Матвеевна |
| Алла Казанская       | зоотехник           |
| Георгий Гумилевский  | Мусий Антонович     |

## Критика
Киновед Ростислав Юренев назвал фильм «поистине шедевром бесконфликтности». «Председатель колхоза спорил с бухгалтером даже не из-за того, покупать быка или нет, — писал Юренев, — а из-за того, по какой графе „провести“ эту покупку».
Сергей Анашкин написал: «Ценным художественным документом эпохи делает „Щедрое лето“ не уникальность авторского почерка, а наглядная типичность сюжетных ходов, приёмов лицедейства, мифологем. Руку крупного мастера (коим справедливо считается Барнет) в фильме выдают только сцены трудовой страды, эпизоды бессловесные. Их монтаж динамичен, а киногени́я подавляет сюжетную фальшь».